# Psoriasisförbundet
Psoriasisförbundet är en patientorganisation för människor med psoriasis och psoriasisartrit samt de som vill stödja arbetet för bättre vård. Förbundets övergripande mål är att alla med psoriasis ska kunna leva ett bra liv oavsett inkomst, kön, ålder, etnicitet eller geografisk hemvist. Psoriasisförbundet arbetar för ökad satsning på forskning och tolerans för funktionsnedsättningar samt bättre vård för dem som lever med psoriasis och psoriasisartrit.
Psoriasis är en ärftlig kronisk systemsjukdom som drabbar hud och leder och i viss mån även kan kopplas till hjärt- och kärlproblem samt åkommor i mag- och tarmpaket. 250 000-300 000 människor i Sverige har någon form av psoriasis vilket gör sjukdomen till en av våra vanligaste folksjukdomar. Det finns olika former av psoriasis och sjukdomen varierar i grad och utbredning, vissa har en mild form medan andra har allvarliga konsekvenser med nedsatt livskvalitet som följd. 
Psoriasisförbundet har 21 region- och länsavdelningar och ett femtiotal lokalavdelningar runt om i landet. Förbundet bildades 1963 och har drygt 15 000 medlemmar. Förbundsordförande heter Tina Norgren. Psoriasisförbundets tidning heter Psoriasistidningen och utkommer i en upplaga på 14 800 exemplar. Våren 2014 antog Världshälsoorganisationen WHO en resolution som klassar psoriasis som en så kallad NCD, icke smittsam kronisk sjukdom. 
Psoriasisförbundet är medlem i Funktionsrätt Sverige  samt den internationella paraplyorganisationen för psoriasisorganisationer i världen, IFPA.